# Трудолюбовка (Ореховский район)
Трудолюбовка (укр. Трудолюбівка) — село,
Счастливский сельский совет,
Ореховский район,
Запорожская область,
Украина.
Код КОАТУУ — 2323987907. Население по переписи 2001 года составляло 13 человек.

## Географическое положение
Село Трудолюбовка находится на расстоянии в 1 км от посёлка Калиновка и в 1,5 км от села Оленовка.
Рядом проходит железная дорога, станция Кирпотино в 5-и км.

## История
- 1897 год — дата основания.